# Patrick Mille
Pour les articles homonymes, voir Mille.
Patrick Mille est un acteur et réalisateur portugais, né le 8 avril 1970 à Lisbonne.

## Biographie
Patrick Mille commence sa carrière par le théâtre. Le personnage de Chico, imaginé par Édouard Baer  pour les sketches Canal+, le fait accéder à la notoriété. Il reprend notamment le personnage dans La Bostella, dans des publicités et une série de sketches pour Canal+, Le Monde merveilleux de Chico.
Il est l'époux de l'écrivaine Justine Lévy, avec laquelle il a deux enfants (Suzanne née en 2004 et Lucien né en 2009). Il apparaît sous l'identité de Pablo dans les livres autobiographiques Rien de grave (2004) et Mauvaise Fille (2009) de son épouse. Il a également un frère et deux sœurs.
Il signe en 2008 sa première mise en scène de théâtre, avec une adaptation de La Confession d'une jeune fille de Marcel Proust, avec Sara Forestier.
En 2012, il réalise son premier film Mauvaise Fille avec Carole Bouquet et Izïa Higelin. Le film raconte l'histoire de Louise et de sa mère en rémission d'une chimiothérapie. Izïa Higelin obtient le César du meilleur espoir féminin pour ce film et Patrick Mille remporte le trophée de la révélation réalisateur du prix Henri Langlois 2013.
En 2016, il passe à la comédie avec son deuxième film en tant que réalisateur, Going to Brazil, qui réunit Vanessa Guide, Alison Wheeler et Margot Bancilhon. Le film est sélectionné au festival SXSW South by Southwest à Austin Texas. Il obtient le grand prix du festival international du film de comédie de Liège la même année.
En 2018, il rejoint le casting de la série politique Baron noir avec Kad Merad et Anna Mouglalis. Il joue le rôle de Lionel Chalon, président du Rassemblement National (RN).
Depuis 2023, il devient un collaborateur régulier avec les scénaristes Matthieu Delaporte et Alexandre de La Patellière en jouant dans le diptyque Les Trois Mousquetaires : D'Artagnan et Les Trois Mousquetaires : Milady de Martin Bourboulon, où il incarne le comte de Chalais, puis Le Comte de Monte-Cristo dont il est l'un des trois principaux antagonistes, Danglars.

## Filmographie
Sauf indication contraire, les informations mentionnées dans cette section peuvent être confirmées par les bases de données cinématographiques IMDb et Allociné,  présentes dans la section « Liens externes ».

### Acteur

#### Cinéma
- 1991 : Mon père, ce héros de Gérard Lauzier
- 1991 : Les Équilibristes de Nikos Papatakis
- 1994 : Elles ne pensent qu'à ça... de Charlotte Dubreuil
- 1994 : La Folie douce de Frédéric Jardin
- 1994 : 3000 Scénarios contre un virus de Jean Achache (segment Les Deux amants)
- 1997 : Affaire classée  de Luc Gallissaires (Courts-métrages)
- 1999 : Chico notre homme à Lisbonne d'Édouard Baer (court-métrage)
- 2000 : La Bostella d'Édouard Baer
- 2001 : Pointête de Luc Gallissaires (Courts-métrages)
- 2002 : Cravate Club de Frédéric Jardin
- 2004 : 1802, l'épopée guadeloupéenne de Christian Lara : Napoléon Bonaparte
- 2004 : Albert est méchant d'Hervé Palud
- 2004 : L'Incruste, fallait pas le laisser entrer ! d'Alexandre Castagnetti et Corentin Julius : Christophe
- 2004 : People de Fabien Onteniente
- 2005 : Le Funambule (court-métrage)
- 2006 : Célibataires de Jean-Michel Verner
- 2006 : La Doublure de Francis Veber
- 2006 : La Jungle de Mathieu Delaporte
- 2007 : 99 Francs de Jan Kounen
- 2008 : Les Dents de la nuit de Vincent Lobelle, Stephen Cafiero
- 2009 : Je vais te manquer d'Amanda Sthers
- 2010 : Crime d'amour d'Alain Corneau
- 2010 : Je ne vous oublierai jamais de Pascal Kané
- 2012 : Love and Bruises de Lou Ye
- 2012 : Le Grand Retournement de Gérard Mordillat
- 2013 : Tu honoreras ta mère et ta mère de Brigitte Rouan
- 2013 : Opium d'Arielle Dombasle : Paul Morand
- 2014 : Trois Cœurs de Benoît Jacquot
- 2014 : En équilibre de Denis Dercourt
- 2016 : Going to Brazil de Patrick Mille
- 2017 : Raid Dingue de Dany Boon : Édouard Dubarry
- 2017 : Django d'Étienne Comar : Charles Delaunay
- 2020 : Belle Fille de Méliane Marcaggi : Marc Blancard
- 2023 : Les Trois Mousquetaires : D'Artagnan et Les Trois Mousquetaires : Milady de Martin Bourboulon : le comte de Chalais
- 2023 : Le Petit Blond de la Casbah d'Alexandre Arcady : Antoine
- 2023 : Lee Miller d'Ellen Kuras : Jean d'Ayen
- 2024 : Le Comte de Monte-Cristo de Matthieu Delaporte et Alexandre de La Patellière : le baron Danglars
- 2025 : Une place pour Pierrot de Hélène Médigue : Gino

#### Télévision
- 1993 : La Lettre inachevée de Chantal Picault
- 1996 : Highlander (épisode « The Immortal Cimoli »)
- 1996 : Sous le soleil (épisode « La belle et le voyou »)
- 1996 : Cap danger (Lifeline) de Fred Gerber
- 1997-1999 : Centre de visionnage
- 2001 : L'Apprentissage de la ville de Gérard Mordillat
- 2003 : Ne meurs pas de José Pinheiro
- 2004 : Le Monde de Chico de Cyril J. Tellenne (série TV)
- 2005 : Capitaines des ténèbres de Serge Moati
- 2005 : Le nègre de Molière de Didier Bivel
- 2006 : La Forteresse assiégée de Gérard Mordillat
- 2007 : Clara Sheller de Alain Berliner : JP (saison 2)
- 2007 : Merci, les enfants vont bien (épisode « Vive les mariés »)
- 2010 : Les Vivants et les Morts de Gérard Mordillat
- 2011 : Les Faux-monnayeurs de Benoît Jacquot
- 2014 : L'Héritière d'Alain Tasma
- 2015 : Souviens-toi de Philippe Venault
- 2015 : Neuf jours en hiver d'Alain Tasma
- 2017 : Le Viol d'Alain Tasma
- 2018 - 2020 : Baron noir (saisons 2 et 3) de Ziad Doueiri
- 2020 : Ils étaient dix (mini-série) de Pascal Laugier
- 2022 : Les Particules élémentaires d'Antoine Garceau
- 2024 : Ouija, un été meurtrier, série télévisée de Thomas Bourguignon : Jacques Lagorce
- 2024 : La Peste (mini-série) d'Antoine Garceau : le préfet
- 2026 : Le Rouge et le Noir de Gaël Morel : Marquis de La Mole

### Réalisation
- 2012 : Mauvaise Fille
- 2016 : Going to Brazil

## Théâtre
Sauf indication contraire ou complémentaire, les informations mentionnées dans cette section peuvent être confirmées par la base de données Les Archives du spectacle.

### Comédien
- 1994 : Le Lait, les amphètes et Alby la famine d'après Martin Millar, mise en scène Marianne Groves, Théâtre de Nice
- 1994 : Les Crachats de la lune de Gildas Bourdet, mise en scène Jean-Michel Lahmi, Théâtre de la Michodière
- 1995 : La Belle Saison de Lara Guirao, mise en scène John Lvoff, Théâtre Le Ranelagh
- 2004 : La Femme vindicative de Carlo Goldoni, mise en scène Frédéric Tokarz, Théâtre Antoine
- 2010 : Interview de Theo Van Gogh, mise en scène Hans-Peter Cloos, Studio des Champs-Elysées
- 2012 : Zoltan d'Aziz Chouaki, mise en scène de Véronique Bellegarde, Théâtre Nanterre-Amandiers
- 2018 : La Moustâche de Sacha Judaszko et Fabrice Donnio, mise en scène Jean-Luc Moreau, théâtre de la Gaîté Montparnasse
- 2019 : Relire Aragon, théâtre de la Gaîté Montparnasse
- 2021 : Lettres à Anne, correspondances de François Mitterrand, théâtre du Rond-Point

### Metteur en scène
- 2008 : La Confession d'une jeune fille de Marcel Proust, Ciné 13, avec Sara Forestier